# TV-Buddha
TV-Buddha

Nam June Paik, 1974

Link zum Bild

(Bitte Urheberrechte beachten)
Der TV-Buddha ist eine Video-Installation des US-amerikanischen Videokünstlers Nam June Paik aus dem Jahr 1974, zu der es mehrere Varianten gibt. Sie gilt als eine „Ikone“ der Videokunst und steht am Anfang einer Reihe von Closed-Circuit-Installationen und Videoskulpturen des Künstlers.

## Geschichte
Bei Paiks vierter Ausstellung in der Galleria Bonino in New York City war noch eine Wand leer. Hierzu kam Paik der Gedanke, die bronzene Statue eines sitzenden Buddha aus dem 18. Jahrhundert, die er einst gekauft hatte, als Objet trouvé für eine Video-Installation zu verwenden. Er setzte die Figur des Buddha auf einen Sockel und stellte vor ihm ein tragbares Fernsehgerät auf. Hinter dem Fernseher platzierte er eine Videokamera, die ein Bild des Buddha permanent auf den TV-Bildschirm übertrug. Mit dem Bild eines vor seinem eigenen Abbild meditierenden Buddha entstand der Eindruck eines ständigen medialen Kreislaufs und eines ironischen Gegensatzes zwischen der buddhistischen Gottheit, die östliches Denken sowie Transzendenz repräsentiert, und dem Fernsehgerät als Symbol moderner westlicher Medien und Technik. Das Kunstwerk wird auf verschiedene Weise interpretiert. Der Kunsthistoriker Irving Sandler meinte:

„Can’t get [it] out of my mind. This sculpture of the sitting Buddha viewing his own image on an closed-circuit television screen is hilarious. An inanimate sculpture looking at its inanimate mirror images. The Buddha as a media star and couch potato in a Buddha sitcom.“

„Ich kriege es einfach nicht aus meinem Kopf raus. Diese Skulptur eines sitzenden Buddha, der sein eigenes Abbild in einem geschlossenen Kreislauf auf dem TV-Bildschirm anschaut, ist urkomisch. Eine reglose Skulptur, die auf ihr regloses Spiegelbild schaut. Der Buddha als Medienstar und Couch-Potato in einer Buddha-Sitcom.“

Der Kulturjournalist Philip Kennicott befand:

„This isn’t a mirror, but something else, a phantasmagorical double of the image, with a strange and uncanny power. You have the sense that if the Buddha’s spectral TV image ever went off, the statue itself might disappear. Certainly it would lose the appearance of consciousness which Paik’s clever arrangement has imputed to it.“

„Dies ist kein Spiegel, sondern etwas anderes: ein trügerisches Doppelbild mit einer fremdartigen und unheimlichen Macht. Man hat den Eindruck, dass das TV-Bild des Buddha für immer erlöschen würde, wenn die Statue selbst verschwände. Sicherlich würde sie dann den Anschein des Bewusstseins verlieren, den Paiks cleveres Arrangement ihr verlieh.“

In der Performance Two Buddhas watching TV im gleichen Jahr auf der Kunstausstellung Projekt ’74 in Köln nahm Paik als „living Buddha“ neben einer hölzernen Buddha-Statue vor einem Fernseher Platz. Dies wurde als ein Statement Paiks aufgefasst, dass der Gegensatz zwischen Spiritualität und Technologie genau so wie der zwischen Subjekt und Objekt auch von ihm selbst verkörpert werde.

## Varianten (Auswahl)

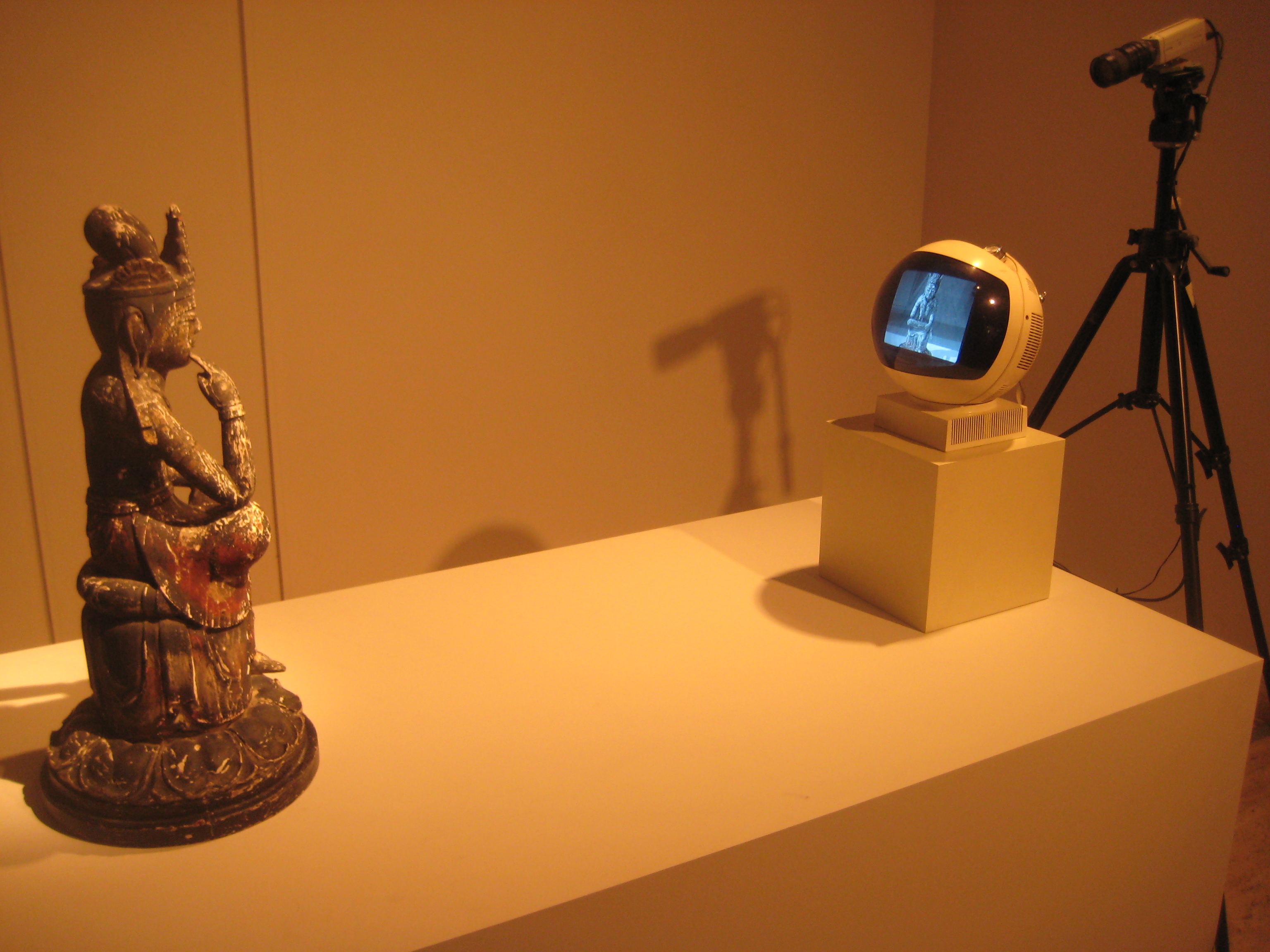
TV-Buddha, Variante

- TV-Buddha, sitzender Buddha vor tragbarem Fernsehgerät und Videokamera, 1974, Stedelijk Museum, Amsterdam
- TV-Buddha, sitzender Maitreya vor tragbarem Fernsehgerät und Videokamera, 1976, Art Gallery of New South Wales, Sydney[9]
- Shigeko Kubota’s Buddhas, drei thronende Buddhas, zu einer Holzskulptur vereinigt, sitzen drei kleinen Fernsehmonitoren gegenüber, die jeweils ein Video als 30-minütige Endlosschleife abspielen, 1986, Sammlung Museum Ludwig, Köln
- TV-Buddha für Enten, Bronzefigur eines Buddhas vor einem leeren Fernsehergehäuse aus Bakelit und Plexiglas über einem Bach in Münster, temporäre Installation, 1986/1987[10][11]
- Small Buddha, Buddha-Figur vor einer Kerze, die in einem leeren Fernsehergehäuse brennt, 1989[12]
- Buddha Duchamp Beuys, Statue eines thronenden Buddha in einer Lage großer Kieselsteine vor einem Fernsehgerät, 1989[13]
- Waiting for UFO, je drei Buddha-Figuren (aus Bronze, Stein und Beton) vor leeren Fernsehergehäusen, teilweise arrangiert mit Plastikblumen, aufgestellt an drei Orten in einem Park, 1992, Storm King Art Center, Mountainville, New York[14]
- TV Buddha reincarnated, Buddha-Büsten über einem technischen Unterbau, in einen mit dem Internet verbundenen Computer-Monitor blickend, 1994[15]
- TV-Buddha, Buddha-Kopf vor einem Bildschirm mit Videokamera, gebettet auf Erde, die in eine eckige Metallwanne eingefüllt ist, 1997